# シーネス
シーネス（Sines [ˈsin(ɨ)ʃ] ( 音声ファイル)）は、ポルトガルの都市で、人口は18298人（2015 INE）。アレンテージョ海岸のアレンテージョ領域のサブ領域のセトゥーバル地区にあり、ポルトガルの主要都市工業港の物流を担うポルトガル最大の第1ポートエリアがあり、ヴァスコ・ダ・ガマの生誕地である。自治体はオデミラのことでCacém、南と西は大西洋上の海岸線を持つ。サンティアゴの市町村によって北と東に隣接している。Torpesの南は南西アレンテージョ海岸のVicentina自然公園の一部である。

## 歴史
シーネス地域には、ローマ、西ゴート王国、ヴァンダル族の痕跡が残る。
レコンキスタさなかの1217年、サンティアゴ・ド・カセンに本拠を置くポルトガルのサンティアゴ騎士団にシーネスが委ねられた。1362年、ポルトガル王ペドロ1世によって憲章が授けられ、1512年には新たな憲章がマヌエル1世から授けられた。
1460年代に、航海者ヴァスコ・ダ・ガマはシーネスで誕生した。
1834年、廃位されたミゲル1世はシーネスからオーストリアへ亡命した。
シーネスの近代史は、商業港が建設されて大型船が入港できるようになって始まった。1971年以降、産業の発展（石油化学工業など）と人口の増加が顕著になった。1997年には都市に昇格した。

## ギャラリー

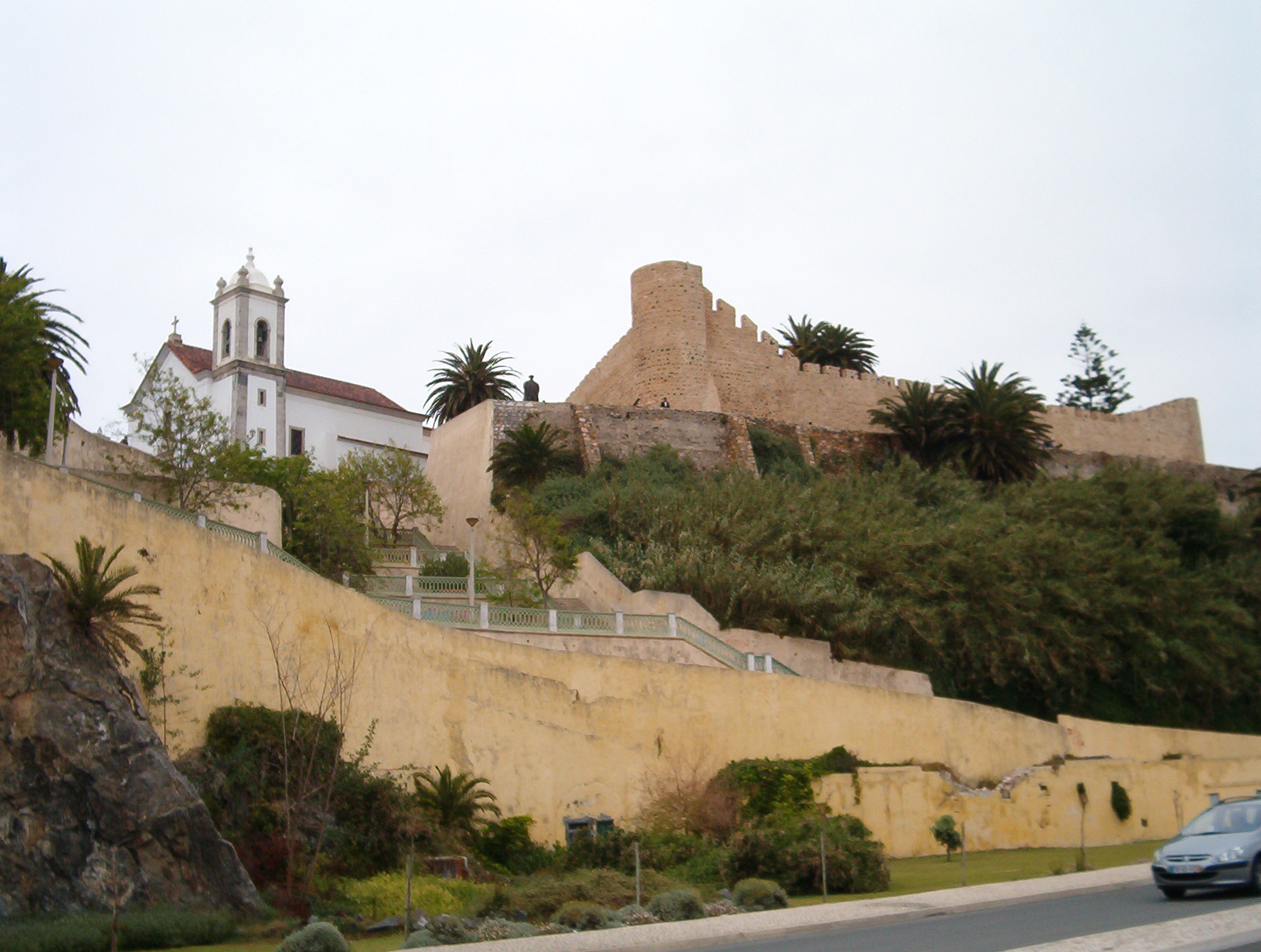
シーネス城
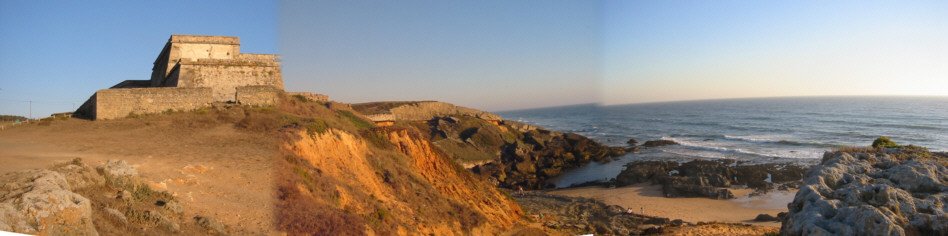
ポルトガル併合時代に築かれたペッセゲイロ要塞
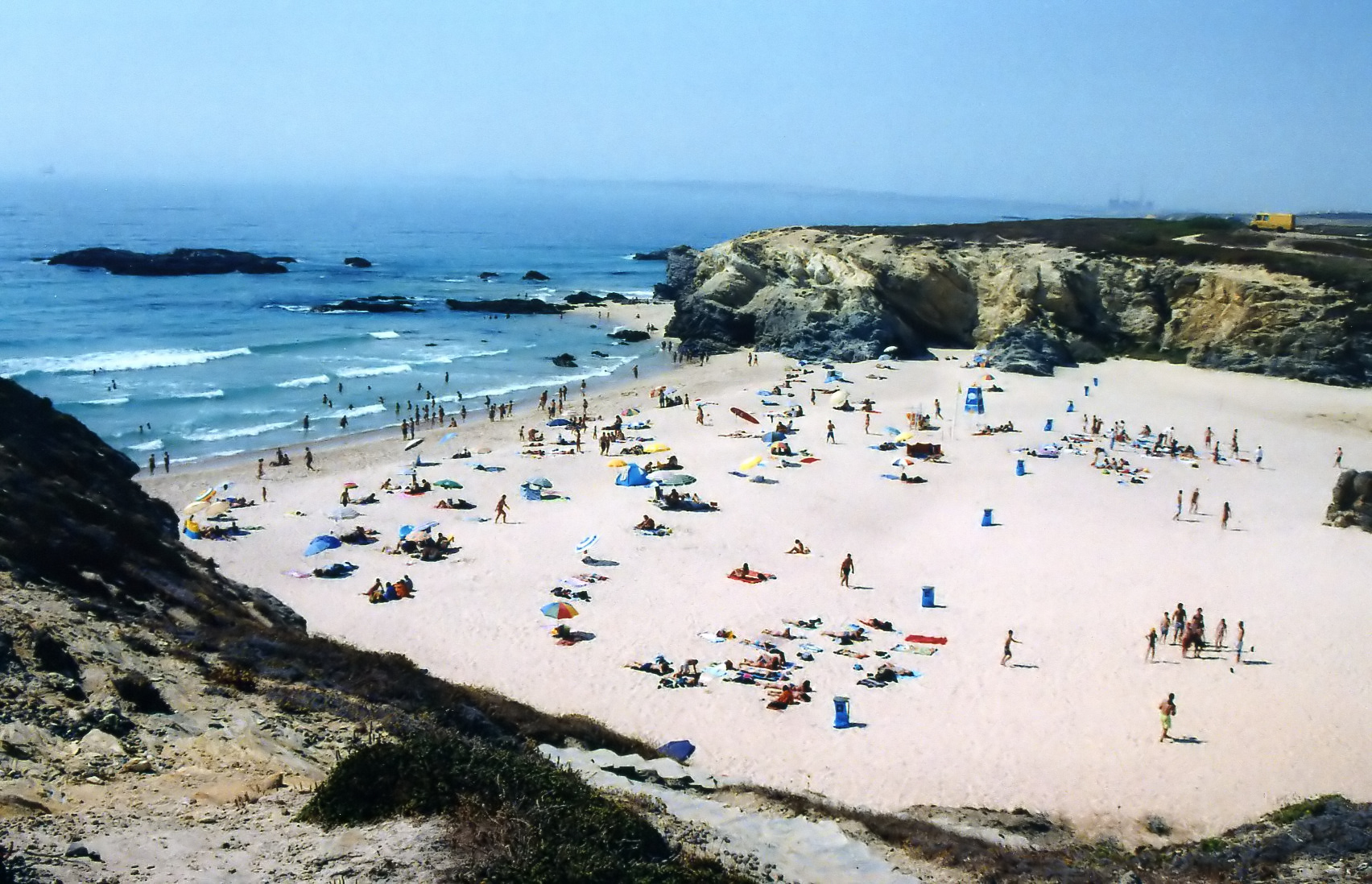
ポルト・コヴォの海水浴場